# Phil Hill
Philip Toll 'Phil' Hill Jr. (Miami, 20 april 1927 - Santa Monica (Californië), 28 augustus 2008) was een Amerikaans autocoureur. Hij was een van de twee Amerikanen die wereldkampioen zijn geworden in de Formule 1 (de andere was Mario Andretti).
Hill werd geboren in Miami (Florida), maar groeide op in Santa Monica (Californië). In 1949 vertrok hij naar Engeland om een opleiding bij Jaguar te gaan volgen. 
Hill maakte zijn debuut in Formule 1 in de Grand Prix van Frankrijk van 1958 in een Maserati. In datzelfde jaar won hij voor Ferrari de 24 uur van Le Mans samen met zijn Belgische teamgenoot Olivier Gendebien (1924-1998), waarbij Hill voornamelijk in de nacht reed in (vanwege de regen) erbarmelijke omstandigheden. Samen met Gendebien zou hij de 24 uur van Le Mans nog tweemaal winnen. 
In 1959 tekende hij bij het team van Enzo Ferrari. 
In 1961 won Hill nogmaals de 24 uur van Le Mans. In datzelfde jaar werd hij kampioen in de Formule 1 voor het Ferrari-team. Dit kampioenschap had hij enigszins te danken aan de dood van zijn teamgenoot en grootste concurrent Wolfgang Graf Berghe von Trips.
Eind 1962 verliet Hill Ferrari om nog enkele jaren te rijden voor het Ford-team en voor het Jim Hall-racing team.
In 1966 speelde hij een bescheiden bijrol in de film Grand Prix van John Frankenheimer.
In 1991 werd Hill opgenomen in de International Motorsports Hall of Fame. Zijn zoon Derek reed in 2003 mee met de Formule 3000.
Hill overleed op 28 augustus 2008 aan de gevolgen van de ziekte van Parkinson.

## Formule 1 resultaten

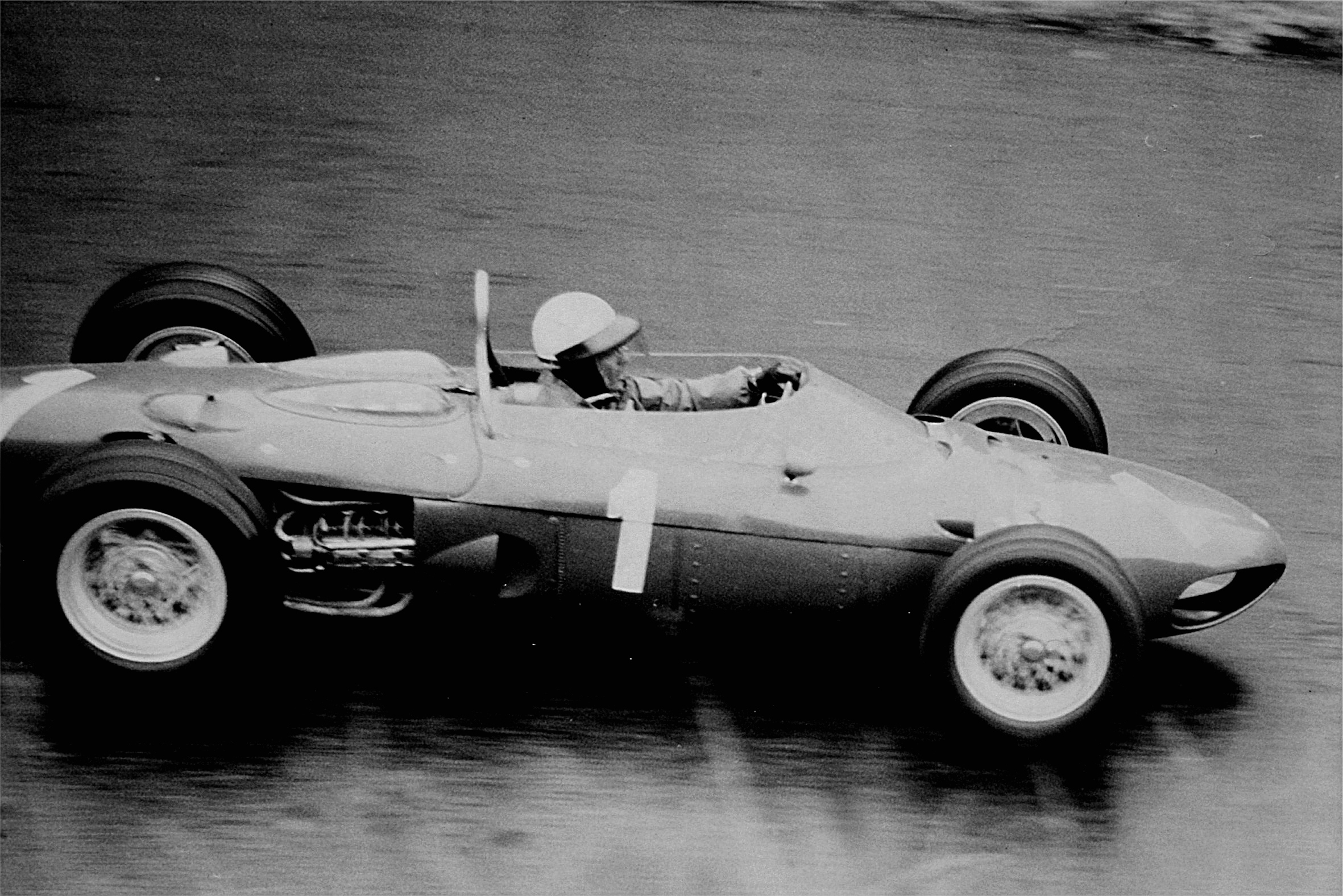
Phil Hill in 1962 op de Nürburgring.

| Seizoen | Team                       | Chassis        | Races | Over- winningen | Pole Positions | Podiums | Punten | Rang |
| ------- | -------------------------- | -------------- | ----- | --------------- | -------------- | ------- | ------ | ---- |
| 1958    | Scuderia Ferrari           | Ferrari 246 F1 | 4     | 0               | 0              | 2       | 9      | 10   |
| 1959    | Scuderia Ferrari           | Ferrari 246 F1 | 7     | 0               | 0              | 3       | 20     | 4    |
| 1960    | Scuderia Ferrari           | Ferrari 246 F1 | 9     | 1               | 1              | 2       | 16     | 5    |
| 1961    | Scuderia Ferrari           | Ferrari 156    | 7     | 2               | 5              | 6       | 34     | 1    |
| 1962    | Scuderia Ferrari           | Ferrari 156    | 7     | 0               | 0              | 3       | 14     | 6    |
| 1963    | Automobili Turismo e Sport | ATS 100        | 6     | 0               | 0              | 0       | 0      | -    |
| 1964    | Cooper Car Company         | Cooper T73     | 9     | 0               | 0              | 0       | 1      | -    |
| 1965    | -                          | -              | -     | -               | -              | -       | -      | -    |
| 1966    | Anglo American Racers      | Eagle T1F      | 3     | 0               | 0              | 0       | 0      | -    |

### Overwinningen
| Nr. | Grand Prix            | Jaar | Team             |
| --- | --------------------- | ---- | ---------------- |
| 1   | Grand Prix van Italië | 1960 | Scuderia Ferrari |
| 2   | Grand Prix van België | 1961 | Scuderia Ferrari |
| 3   | Grand Prix van Italië | 1961 | Scuderia Ferrari |